# Pomnik Witolda Skórzewskiego w Lasach Czerniejewskich
Pomnik Witolda Skórzewskiego – pomnik w formie obelisku z krzyżem, upamiętniający śmierć Witolda Skórzewskiego zlokalizowany w Lasach Czerniejewskich na terenie Nadleśnictwa Czerniejewo i Leśnictwa Linery, około 40 metrów od drogi leśnej z Goranina do Leśniewa (tzw. Trakt Leśniewski) w gminie Czerniejewo.

## Opis
Monument upamiętnia tragiczne wydarzenie, które miało miejsce in situ w 1912, kiedy to na zaproszenie hrabiego Włodzimierza Skórzewskiego przybył tu na polowanie jego młodszy brat, Witold Skórzewski. Zginął on w wyniku nieszczęśliwego wypadku, podczas podawania załadowanej broni przez pomocnika (być może służący potknął się i strzelba trzymana przez niego wypaliła raniąc bok Witolda, który zmarł około pół godziny potem). Fakt śmierci ordynata dóbr czerniejewskich jest zdarzeniem historycznie potwierdzonym, ale same szczegóły i okoliczności postrzału nie są jednoznaczne. Włodzimierz Skórzewski ufundował w miejscu zdarzenia pomnik. Z uwagi na jego śmierć w 1913, o jego wykończenie zadbała żona i bratowa hrabina Maria Skórzewska z Radziwiłłów.
W 2015 pomnik poddano renowacji z inicjatywy Nadleśnictwa Czerniejewo.

## Napisy
Na wszystkich stronach cokołu naniesiono inskrypcje (pisownia oryginalna):

### Strona czołowa
Bratu Witoldowi / który w 48 roku życia swego / zginął na tem miejscu / 1912 Roku 30 Grudnia / o 12 w południa / w skutek nieszczęśliwego / wypadku na polowaniu. / Włodzimierz Hrabia / Drogosław Skórzewski
Zmarł 6 miesięcy po Bracie / 29go czerwca 1913 w Warszawie

Wykończyła ten pomnik podług Jego myśli / i prosi o modlitwę za Dusze Obydwóch / Żona i Bratowa / z Książąt Radziwiłłów / Witoldowa Hrabina Skórzewska

### Strona prawa od czoła
Wszystko ludzkie znika - / ginie / Prysła ziemskich chwil / zawiłość / Myśl już pląsa w tej / krainie. / Gdzie wszechświatło i / wszechmiłość

### Strona tylna
Ach, w sercu mojem są / niebiańskie dźwięki, / Lecz nim ust dojdą łamią się / na dwoje. / Ludzie usłyszą tylko twarde / szczęki, / Ja dniem i nocą słyszę / serce moje.

### Strona lewa od czoła
Może ja zasnął - umarłem już może / Dajcie mi pokój przyjaciele moi, / Próżno mnie wskrzeszać - nic mi nie pomoże / Nikt rany mojej pod niebem nie zgoi / Dajcie mym skrzydłom wybujać z tych cieśni! / Już i tak długo byłem z wami razem. / Wy życia tylko rozbitym obrazem - / We mnie brzmią głosy nieznanych Wam pieśni.

## Galeria

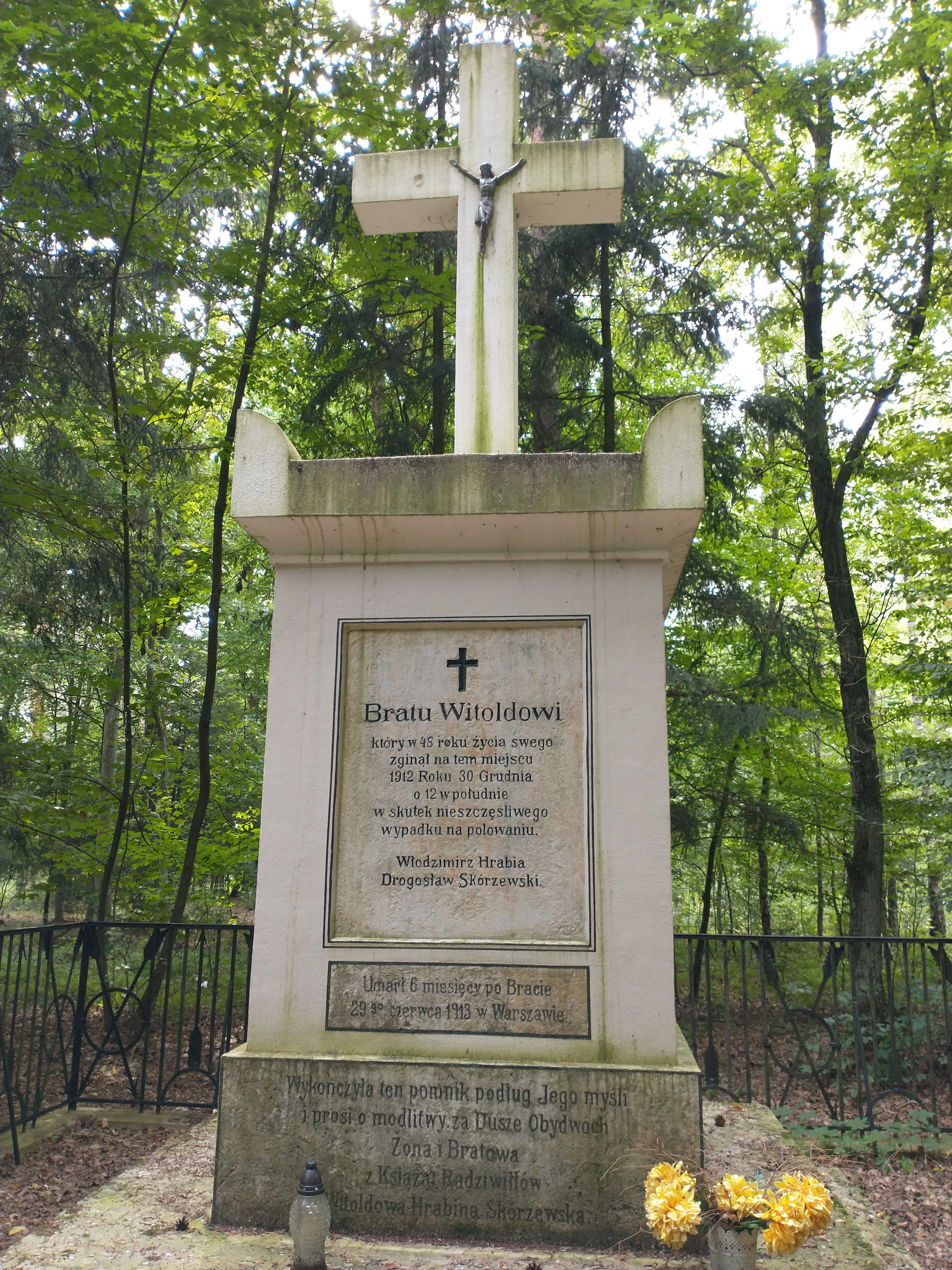
Strona czołowa
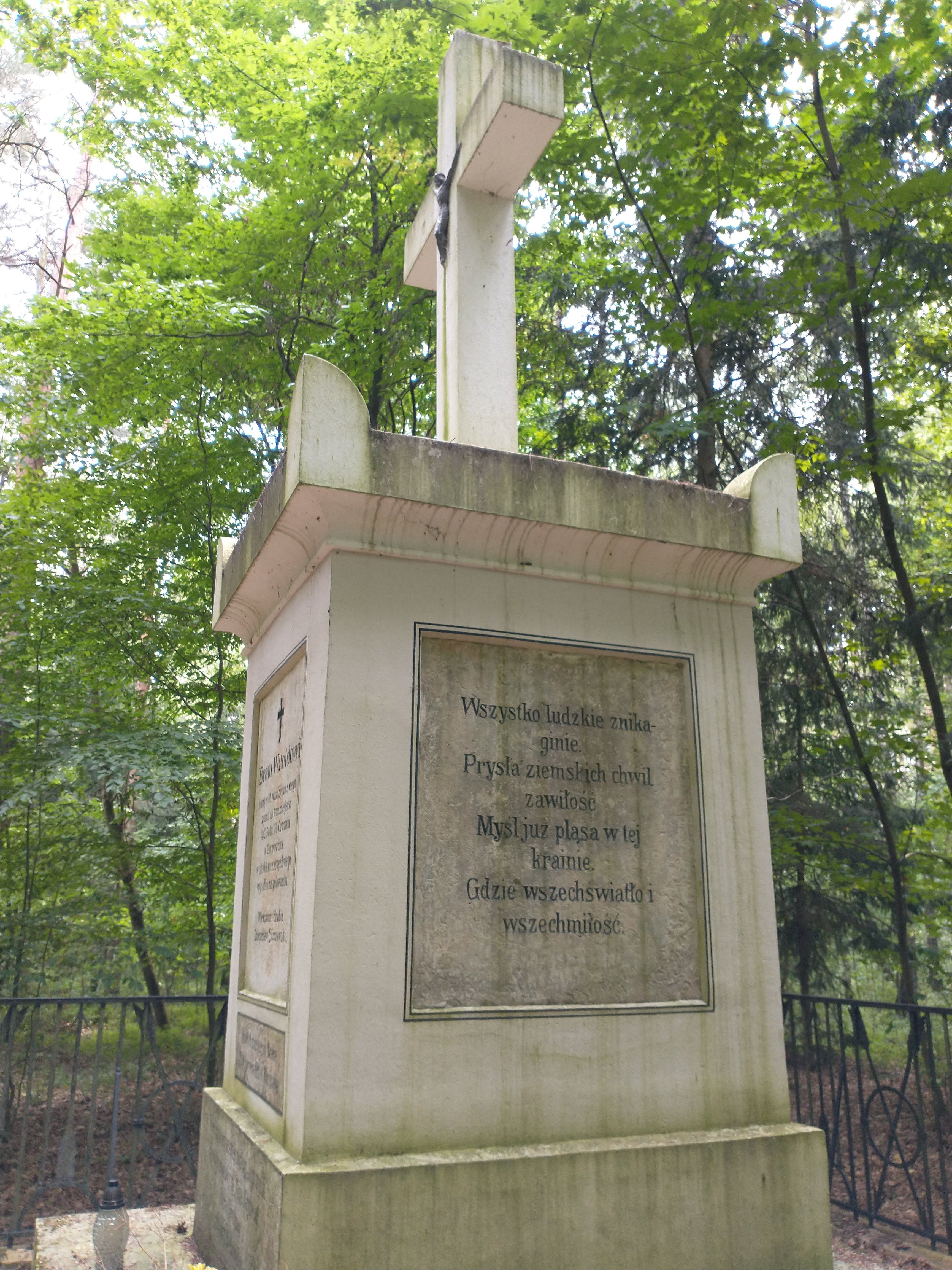
Strona prawa
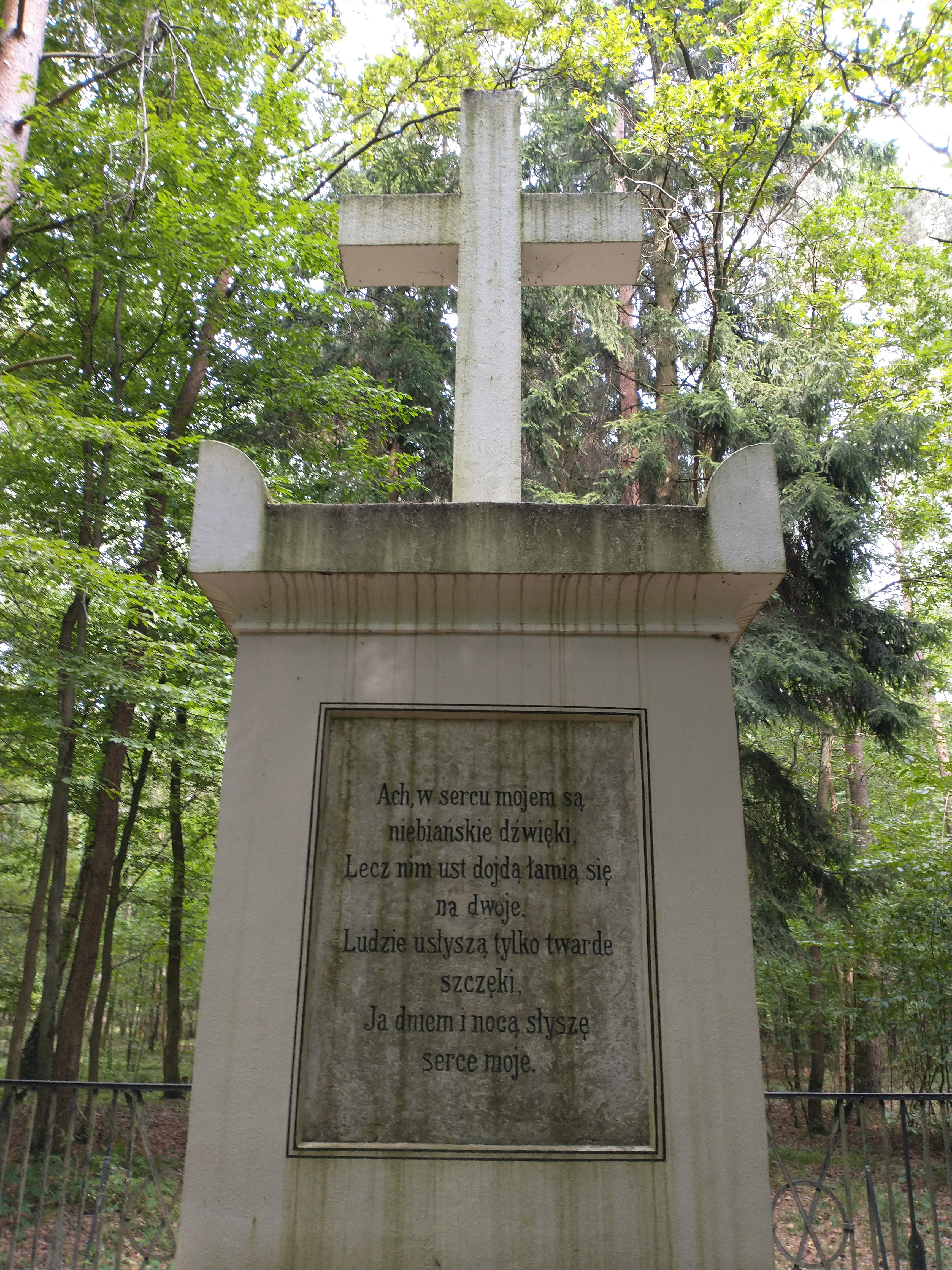
Strona tylna
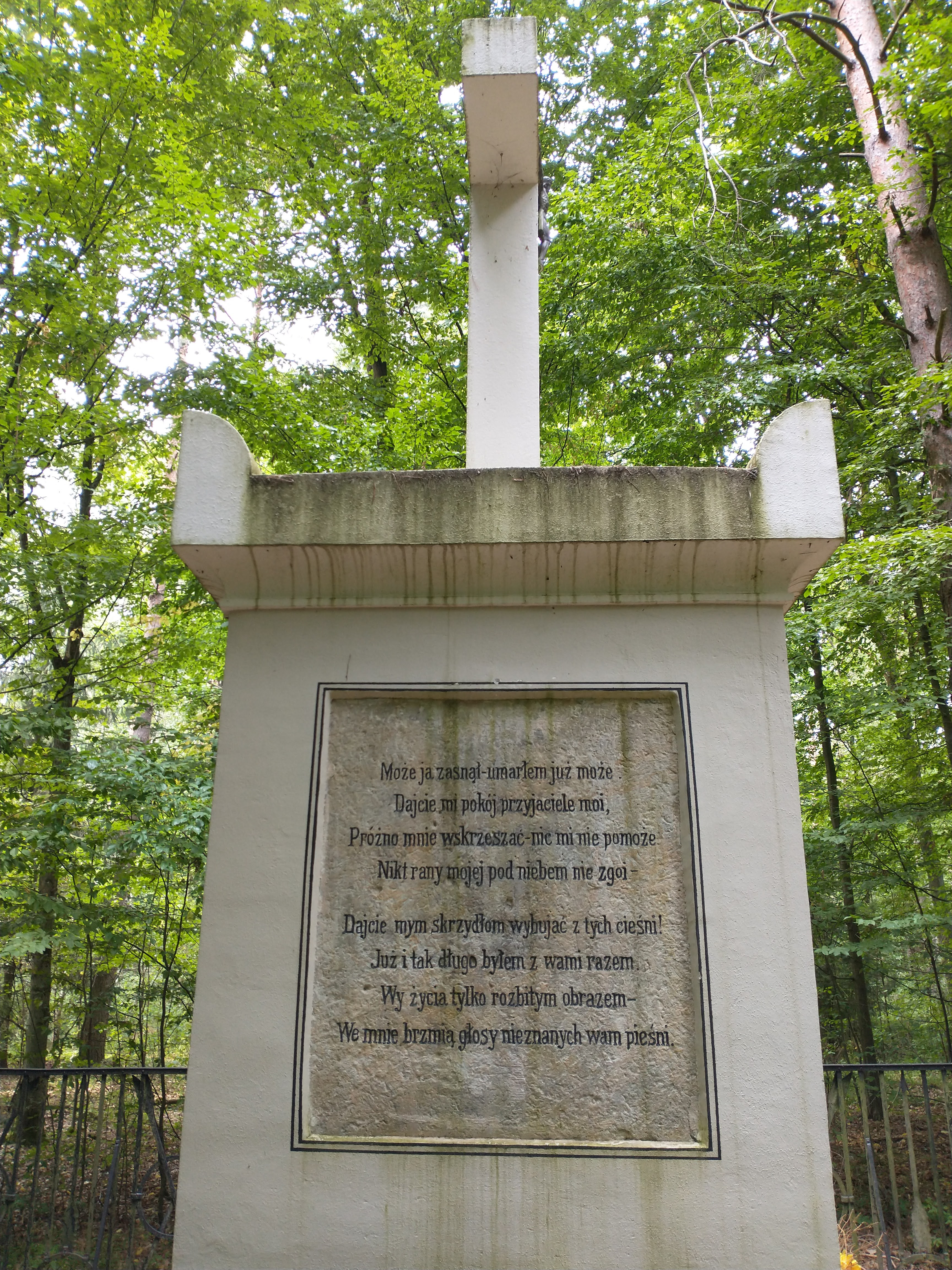
Strona lewa